# Сюрстремінг
Сюрстремінг (швед. surströmming, [sʉːʂʈrœmːɪŋ], «кислий оселедець») — це ферментований (зброджений) оселедець з особливо міцним запахом, частина традиційної північно-шведської кухні щонайменше з XVI століття.
Для сюрстремінгу використовується така кількість солі, якої якраз достатньо, щоб запобігти гниттю (хімічному розкладанню) сирої риби. Шестимісячний процес бродіння дає слабо-солоній рибі характерний сильний запах і трохи кислуватий смак.
При відкриванні банки з сюрстремінгом виходить сильний, навіть задушливий запах, тому страву часто вживають на відкритому повітрі. За даними японського дослідження, щойно відкрита банка сюрстремінгу має один з найбільш гнилих запахів їжі в світі, навіть більше, ніж аналогічно ферментовані рибні страви, такі як корейська hongeohoe або японська kusaya.
Балтійський оселедець, відомий у Швеції як strömming, менший за розміром, ніж атлантичний оселедець, який ловлять у Північному морі. Традиційне визначення strömming — це «оселедець, виловлений в солонуватих водах Балтики на північ від протоки Кальмарсунд». Оселедець для сюрстремінгу ловлять перед нерестом.

## Історія виникнення
Ферментована риба давно відома в європейській кухні. Найдавніші археологічні знахідки бродіння риби мають вік 9200 років і походять з півдня сьогоднішньої Швеції. Пізніші приклади включають гарум, ферментований рибний соус, зроблений давніми греками і римлянами, і Вустерський соус, який також має ферментований рибний інгредієнт.
Можлива причина появи цього методу консервації — велика вартість солі. За переказом, під час війни між Швецією і німецьким містом Любек у XVI столітті, Любек захопив морські шляхи, отримувати вантажі було важко і сіль стала рідкістю. Зменшувалися запаси солі, котру використовували для зберігання оселедця — основної їжі у північній Швеції. Хтось, аби зекономити, поклав у бочку з рибою замало солі. Процес консервування порушився, почав розноситись зовсім неприємний запах. За умов голоду рибу не викинули, а з'їли. На смак не було відчутно, що оселедець зіпсувався — риба не протухла, а перебродила. Оскільки сіль не була дешевою навіть за мирних часів, бідняки стали використовувати бродіння, щоб зберігати оселедець.
Рибу спочатку маринують в міцному розсолі, який витягує кров, а тоді ферментують у слабшому розсолі в бочках до консервування. Процедура консервування, введена в XIX столітті, уможливила появу продукту, який можна продавати у магазинах і зберігати вдома, це також сприяло поширенню страви далі на південь Швеції.

## Хімічний процес
Бродіння починається з ферменту молочної кислоти в хребті риби, тобто відбувається завдяки автолізу; разом з бактеріями у рибі утворюються гострі на запах кислоти: пропіонова, масляна, оцтова кислота — а також сірководень. Сіль підвищує осмотичний тиск розсолу вище зони, де можуть жити бактерії, відповідальні за гниття (розкладання білків), і запобігає розкладанню білків риби на олігопептиди й амінокислоти. Натомість, осмотичні умови дозволяють розвиватися галоанаеробним бактеріям, які розкладають глікоген риби на органічні кислоти, що робить її кислою.[джерело?]

## Виробництво

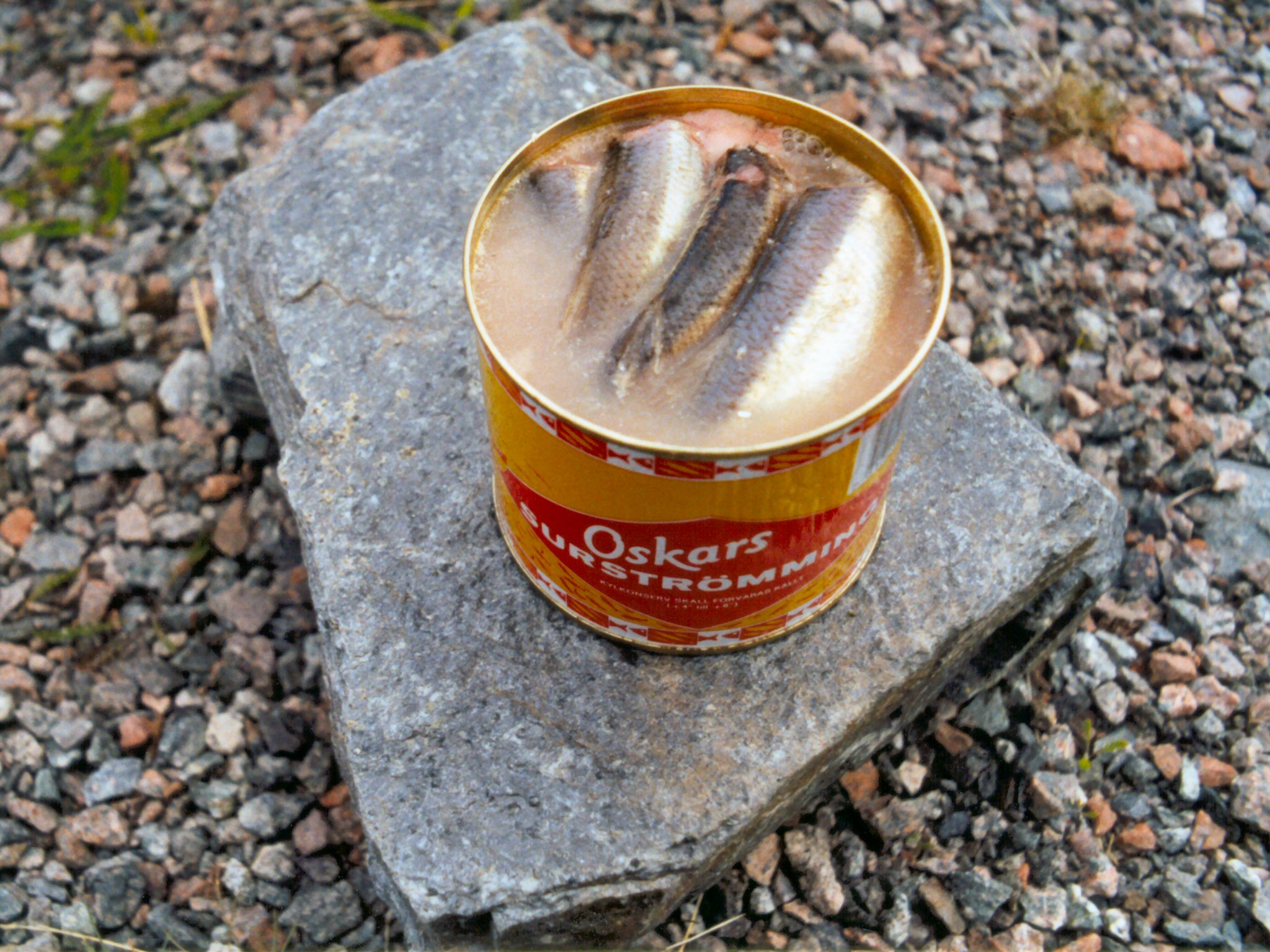
Бляшанка із сюрстремінгом в розсолі

Оселедець ловлять у квітні-травні, коли риба знаходиться у відмінному стані і готова до нересту. До нересту оселедець нежирний. Рибу кладуть у міцний соляний розчин на 20 годин, що витягає кров. Далі рибу патрають, обезголовлюють та кладуть у слабкий розсіл. Бочки з рибою тримають у температурі 15–20 °C. Фасування риби у бляшанки починається на початку липня і триває наступні п'ять тижнів. За десять днів до початку продажу продукт розвозять у магазини.[джерело?] Ферментація риби залежить від ферментів молочної кислоти й активується відповідними умовами (температурою й солоністю розчину), тому історично літні температури повітря у Північній Швеції є одним з параметрів, що визначає якість остаточного продукту.[джерело?]
Бродіння продовжує тривати в банці, через що вона помітно надувається. До появи сучасних методів консервування, сюрстремінг продавався в дерев'яних бочках і споживався локально. Його переважно купували в літрових бочечках і одразу споживали.
Наприкінці 1940-их років виробники добилися появи королівського указу, що забороняв продаж цьогорічного сюрстремінгу до третього четверга серпня, щоб запобігти продажу риби, яка не до кінця перебродила. Нині указ не в дії, але виробники дотримуються традиції початку сезону сюрстремінгу.

## Споживання

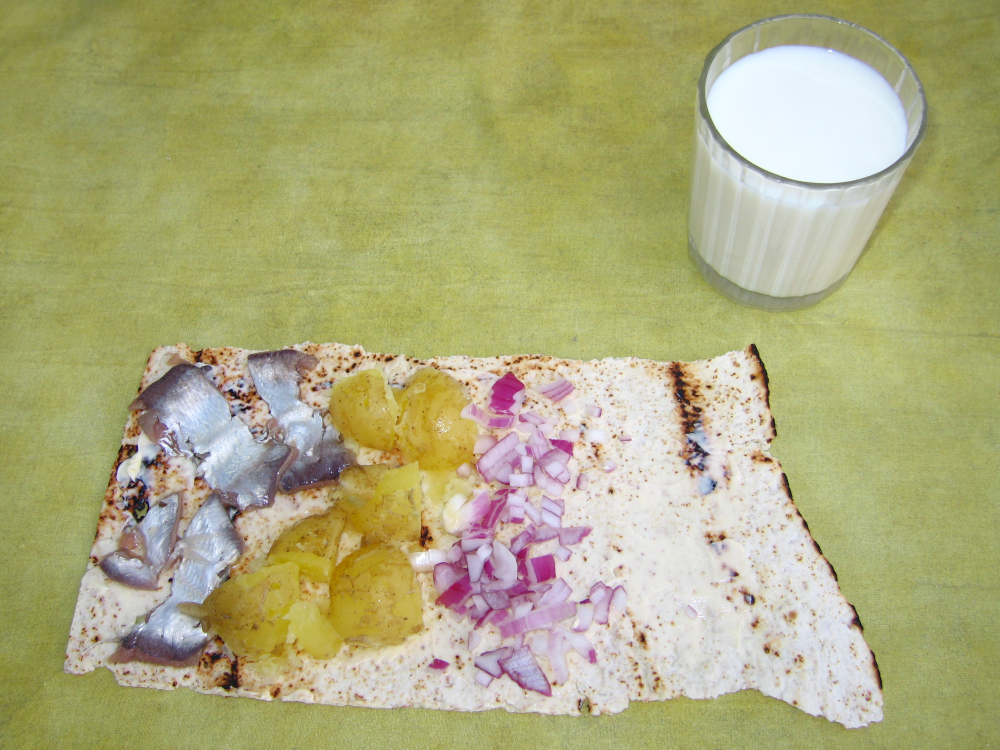
Сюрстремінг з картоплею і цибулею на коржі

Сюрстремінг часто їдять з хлібом, що має назву tunnbröd («тонкий хліб»). Це тонкі, м'які або хрусткі хлібці (не плутати з хрусткими хлібцями).
На Високому березі (Höga Kusten, місцевість на півночі Швеції), звідки походить ця традиція, часто роблять сендвіч, швед. surströmmingsklämma: два шматки твердого і хрусткого хліба (швед. tunnbröd) з маслом, відвареною і нарізаною картоплею або пюре, філе риби і дрібно нарізаною цибулею. Цей набір також подають і на тарілці. Щоб збалансувати насичений смак риби, часом додають Вестерботтенський сир.
У південній частині Швеції прийнято використовувати різні додатки: цибулю, gräddfil (молочний продукт, подібний до сметани) або crème fraîche, зелену цибулю, інколи помідори і порізаний кріп.
До бутербродів з сюрстремінгом подають невеличкий келишок міцного алкоголю або світле пиво, як пільзнер або лагер, також може бути svagdricka (букв. «слабкий напій», шведський слабоалкогольний темний солодовий напій, відомий з Середньовіччя, дещо схожий на портер), вода або холодне молоко. Існують різні думки щодо того, що саме є правильним напоєм до сюрстремінгу: одні говорять, що це холодне молоко, інші вважають, що svagdricka, як найбільш традиційний напій. 
Сюрстремінг є центральною стравою традиційного святкування під назвою «surströmmingsskiva» (сюрстрьомінг-вечір).

## Музей
4 червня 2005 року у Скеппсмален, що за 30 км на північ від Ерншельдсвіка, відкрито перший музей сюрстремінгу. Назва — «Fiskevistet», «відвідини риби».

## Дискусії

### Продовольчі правила
Сюрстремінг містить вищі рівні діоксинів, ніж допустимо для риби в ЄС; з 2002 року для Швеції робляться винятки. За словами виробників, якщо виняток для них скасують, вони будуть змушені використовувати лише невеликі оселедці до 17 см довжиною, що містять менші рівні зазначених речовин, а це вплине на доступність оселедця.

### Заборона на перевезення літаком
У квітні 2006 року деякі великі авіалінії, зокрема «Air France» та «British Airways», заборонили цю страву з огляду на те, що жерстянки під тиском і можуть вибухати. Це призвело до того, що в Стокгольмському міжнародному аеропорту цю рибу перестали продавати. Виробники сюрстремінгу ж назвали ці авіалінії «культурно неграмотними», мовляв, це міф, ніби консервована риба може вибухати.